# Culmitzsch

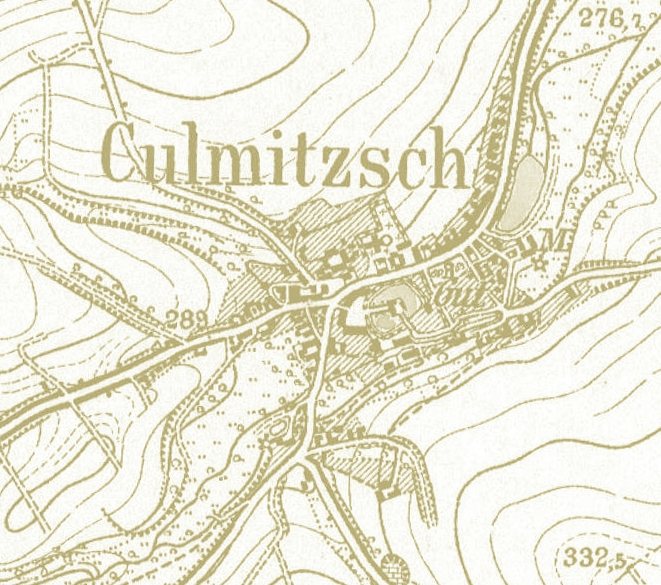
Kartenausschnitt mit dem Ort von Culmitzsch (um 1880)

Damm des Absetzbeckens im ehemaligen Ort Culmitzsch

Culmitzsch war ein Dorf im damaligen Kreis Greiz, Bezirk Gera in Thüringen. Im Jahr 1955 wurde durch die Wismut auch nördlich von Culmitzsch und südlich von Wolfersdorf mit dem Uranabbau begonnen. Aus dem Tagebau Katzendorf und Culmitzsch wurden später Industrielle Absetzanlagen (IAA Trünzig und IAA Culmitzsch). Zur Anlegung einer Schutzzone um die Industriellen Absetzanlagen musste der Ort Culmitzsch weichen. Die Aufgabe des Ortes wurde beschlossen und die Bewohner wurden zwangsumgesiedelt. In den Jahren 1964 bis 1970 wurden die Gebäude des Ortes vollständig abgerissen (devastiert).

## Geographie
Die Gemeinde Culmitzsch lag zwei Kilometer östlich von Berga/Elster. Im Nordwesten reichte der Ort an ein zum Staatsforst Weida gehörendes Waldstück. Die Nachbarorte waren im Norden die Gemeinde Wolfersdorf, im Osten die heute zu Seelingstädt gehörenden Ortsteile Zwirtzschen und Friedmannsdorf, im Süden der ehemalige Ort Katzendorf und im Westen Kleinkundorf. Der Ort lag an einem kleinen Bach (die Culmitzsch) in 270 bis 310 Meter über dem Meeresspiegel und besaß zwei Mühlen und zwei größere Teiche.

## Geschichte

### Territorialgeschichtliche Entwicklung
Culmitzsch gehörte ursprünglich zum weltlichen Herrschaftsgebiet der Vögte von Weida und lag bis 1549 im Amtsbezirk des nach der Reformation säkularisierten Kloster Mildenfurth. Die Wettiner als Landgrafen von Thüringen und Markgrafen von Meissen „kassierten“ nach dem Aussterben der Vögte von Weida deren Besitztümer. Das Weidaer Gebiet gelangte an den Herzog Sigismund von Sachsen, mehrfache Landesteilungen folgten. Von 1652 bis 1718 gehörte dieses Gebiet als Amt Weida zum Herzogtum Sachsen-Zeitz, blieb aber bis 1815 Bestandteil von Kursachsen und wurde nach dem Wiener Kongress 1815 dem Großherzogtum Sachsen-Weimar-Eisenach, Verwaltungsbezirk Neustadt, Amtsgericht Weida zugeteilt. Nach dem Ersten Weltkrieg wurde das Gebiet dem Volksstaat Reuß und ab 1922 dem Landkreis Greiz im Land Thüringen zugeteilt und verwaltet. Bei der Gebietsreform von 1952 in der DDR wurde das Land Thüringen aufgelöst und Culmitzsch ging zum neu gebildeten Kreis Greiz.

### Mittelalter

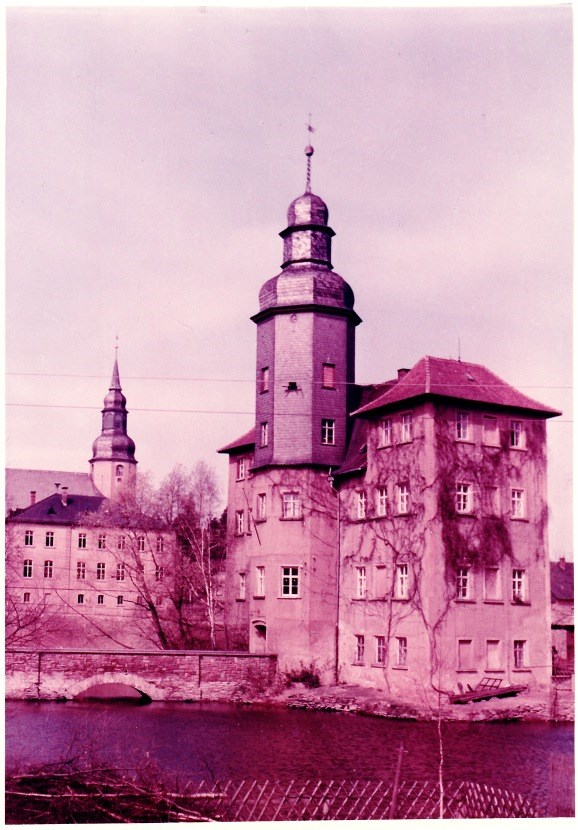
Schloss Culmitzsch um 1965

Die Parochie Culmitzsch gehörte ursprünglich zur Urpfarrei Veitsberg und löste sich bereits vor 1230 ab. Der Grund bestand wohl in der Übergabe des Ortes an das Kloster Mildenfurth, dieses wurde im Jahr 1193 vom Vogt Heinrich II. von Weida gegründet.
Der ursprüngliche Ort war ein Straßendorf und erstreckte sich nach der siedlungskundlichen Bestandsaufnahme, die vor der Zerstörung erfolgte, westlich des ehemaligen Rittergutes. Eine spätere deutliche Erweiterung des Ortes erfolgte entlang des Weges zum Hammerteich. Der Ort hatte 1905 eine Gemarkung von 248 Hektar.
Am 25. Juni 1269 wurde Culmitzsch erstmals urkundlich erwähnt.
Im Zentrum des Ortes befand sich das Rittergut mit einem Teich von ovaler Grundfläche. Eine kleine Wasserburg lag auf einer nur 50 Schritt im Durchmesser großen künstlichen Insel, die zuletzt durch zwei Brücken mit dem Ufer verbunden war. Zum Schutz der Kernburg war der gesamte Teich von einer steinernen Mauer eingefasst. An der Westseite des Teiches befand sich die Vorburg mit den Wirtschaftsgebäuden, das spätere Rittergut. Die Burg wird als ein spätmittelalterlicher Herrensitz angesehen. Die somit zum Dienstadel des Klosters Mildenfurth gehörenden Herren von Kolmatsch wurden als Gefolgsleute des Landgrafen Albrecht auch im hessisch-thüringischen Grenzgebiet bei Eisenach sesshaft und sind dort in mehreren Urkunden als Zeugen erschienen. An ihre Stelle traten die Herren von Wolffersdorff, die ab 1360 auch mit Culmitzsch belehnt wurden. Hier war die Familie bis 1785 ansässig. Das alte Wasserschloss wurde nach einem Brand im Jahre 1675 auf alten Grundmauern durch Heinrich von Wolffersdorff wieder errichtet. Ab 1955 musste das Wasserschloss zusammen mit dem Dorf, trotz Widerständen aus der Bevölkerung, dem „Wismut-Bergbau“ wegen Uranvorkommen weichen.
Die angrenzenden Orte Friedmannsdorf und Kleinkundorf wurden nach der Reformation zu Vorwerken des Rittergutes. Auch der Ort Culmitzsch war Mitte des 16. Jahrhunderts vollständig im Besitz des Rittergutes und hatte nur Fronbauern und Tagelöhner, 1542 wurden 12 Handfröner gezählt.

### Neuzeit
Im Jahr 1623 hatte Culmitzsch 139 Einwohner und bereits eine Schule. Nach den Zerstörungen im Dreißigjährigen Krieg wurde von 1677 bis 1684 das Wasserschloss im barocken Baustil errichtet. Es war der repräsentative Wohnsitz des Rittergutes und erhielt einen hochaufragenden Turm als Landmarke.
- 1762 gelangte Culmitzsch durch Heirat an die Familie von Trützschler.
- 1796 kaufte ein Sächsischer Kammerherr von Metzsch das Rittergut samt Ort.
- 1815 gelangte Culmitzsch als Folge des Wiener Kongresses zum Großherzogtum Sachsen-Weimar-Eisenach. Um 1825 zählte der Ort 564 Einwohner.
- 1840 kaufte ein Graf von Solms-Wildenfels das Rittergut.
- 1862 übernahm die großherzogliche Finanzverwaltung das Rittergut und überführte es in ein Kammergut.

Der landwirtschaftlich geprägte Ort erfuhr durch die Anlage eines Schieferbruches und durch einen kurzzeitig betriebenen Bergbau auf Eisenerz neue Erwerbsmöglichkeiten. Der auf Brauneisenstein begründete Erzabbau bei Katzendorf hatte sogar die Anlage eines Hammerwerkes in Culmitzsch zur Folge.
Vom Weimarer Bildhauer Robert Härtel (1831–1884), der 1878 als Lehrer an die Kunst- und Kunstgewerbeschule in Breslau arbeitete, wurde die vor dem Kammergut aufgestellte Statue Kaiser Wilhelms I. bezogen; das Original wurde für das (Alte) Breslauer Regierungsgebäude geschaffen. Nach dem Ersten Weltkrieg wurde neben dem Kaiserdenkmal ein schlichtes Gefallenendenkmal errichtet.

### Kirchengeschichte
Das Kirchspiel Culmitzsch umfasste die Orte Chursdorf, Friedmannsdorf, Großkundorf, Katzendorf, Kleinkundorf, Kleinreinsdorf, Seelingstädt, Settendorf, Trünzig und Zwirtzschen. Das noch in romanischem Baustil errichtete Kirchengebäude befand sich östlich des Gutes auf einer Anhöhe und war vom Friedhof und einer steinernen Mauer umgeben. Die Baugeschichte der Kirche erwähnt eine 1589 erfolgte Restaurierung, wobei die spätgotischen Fenster eingefügt wurden. 1675 bis 1683 erfolgten Umbauten im Barockstil, als die Herren von Wolfersdorf das benachbarte Schloss erbauten. Der Rückbau auf romanische Formen erfolgte 1716 bis 1719 auf Veranlassung des Johann Friedrich von Wolfersdorf, der damit eine persönliche Vorliebe für die mittelalterliche Geschichte offenbarte, aber auch die Orgel stiftete. 1725 wurde der Innenraum durch Übertünchung neu ausgestaltet. Das Kircheninventar wurde nach der Zerstörung des Ortes verteilt.

### Einwohnerentwicklung
Die Gemeinde Culmitzsch hatte 1825 564 Einwohner, 1880 wurden 674 Einwohner gezählt und 1905 waren es nur noch 563 Einwohner. Als Folge der zeitweisen Unterbringung von Flüchtlingen und Umsiedlern nach dem Zweiten Weltkrieg hatte Culmitzsch 1946 kurzzeitig 850 Einwohner, am 31. Dezember 1964 (Volkszählung) waren es noch 614 Einwohner.

## Uranbergbau der Wismut

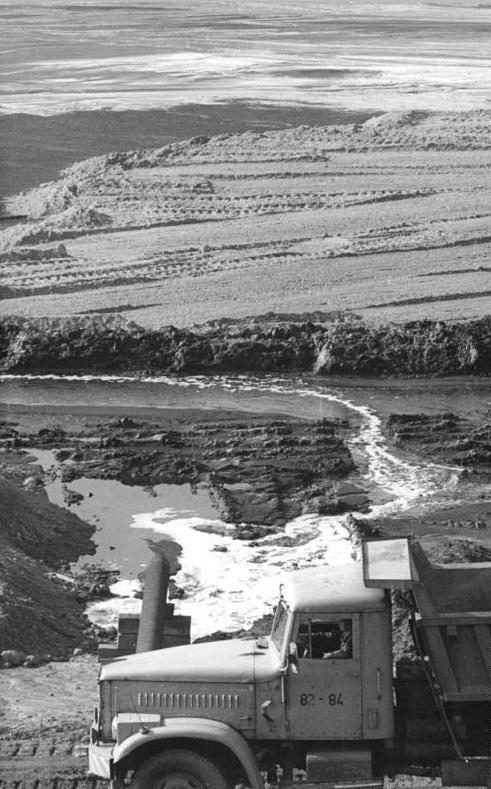
IAA Culmitzsch (1990)

Die Lagerstätte Culmitzsch war die viertgrößte von der Wismut ausgebeutete Uranlagerstätte. Vor Ort wurden 15 bis 18 Millionen Tonnen Uranerz im Tagebauverfahren abgebaut und daraus 9216 Tonnen reines Uran gewonnen. Der Tagebau wurde bis zur unteren Sohle, etwa 70 Meter unter Geländeniveau, abgeteuft, dabei wurden etwa 90 Millionen Kubikmeter Gestein bewegt.
Von 1964 bis 1970 wurde der Ortskern durch die Errichtung einer Schutzzone um die Industrielle Absetzanlage (IAA) Culmitzsch zur Ablagerung von Abwässern und Schlämmen des Uranbergbaues verwüstet. Die Absetzbecken lagen nördlich und südlich des Ortes und stellten eine zu große Gefahr für den Ort und die Einwohner dar. Zusammen mit Culmitzsch mussten auch Teile von Sorge-Settendorf, Katzendorf, Schmirchau, Lichtenberg und etwa zwei Drittel der Dorffläche von Gauern dem Uranbergbau weichen.